# Divizia A 1960-1961
La Divizia A 1960-1961 è stata la 43ª edizione del campionato di calcio rumeno, disputato tra il 4 settembre 1960 e il 9 luglio 1961 e si concluse con la vittoria finale del CCA București, al suo sesto titolo.
Capocannoniere del torneo fu Gheorghe Constantin (CCA București), con 22 reti.

## Formula
Il numero di squadre partecipanti passò da 12 a 14 e disputarono un turno di andata e ritorno per un totale di 26 partite con le ultime tre retrocesse in Divizia B.
Le qualificate alle coppe europee furono due: la vincente alla coppa dei Campioni 1961-1962 mentre la detentrice uscente della coppa di Romania alla coppa delle Coppe 1961-1962.

## Squadre partecipanti
| Club                | Città       | Stadio | Posizione 1959-1960 |
| ------------------- | ----------- | ------ | ------------------- |
| CCA București       | Bucarest    |        | Campione di Romania |
| Minerul Lupeni      | Lupeni      |        | 11°                 |
| Farul Constanța     | Costanza    |        | 4°                  |
| Rapid Bucarest      | Bucarest    |        | 10°                 |
| Dinamo Bucarest     | Bucarest    |        | 8°                  |
| Steagul Roșu Brașov | Brașov      |        | 2°                  |
| UTA Arad            | Arad        |        | 7°                  |
| Știința Timișoara   | Timișoara   |        | Divizia B           |
| Dinamo Bacău        | Bacău       |        | 6°                  |
| Știința Cluj        | Cluj Napoca |        | 5°                  |
| Petrolul Ploiești   | Ploiești    |        | 3°                  |
| Progresul București | Bucarest    |        | 9°                  |
| CSMS Iași           | Iași        |        | Divizia B           |
| Corvinul Hunedoara  | Hunedoara   |        | Divizia B           |

## Classifica finale
|  | Pos. | Squadra             | Pt | G  | V  | N | P  | GF | GS | DR  |
|  | ---- | ------------------- | -- | -- | -- | - | -- | -- | -- | --- |
|  | 1.   | CCA București       | 37 | 26 | 17 | 3 | 6  | 61 | 36 | +25 |
|  | 2.   | Dinamo Bucarest     | 32 | 26 | 14 | 4 | 8  | 56 | 31 | +25 |
|  | 3.   | Rapid Bucarest      | 30 | 26 | 11 | 8 | 7  | 37 | 31 | +6  |
|  | 4.   | Știința Cluj        | 29 | 26 | 12 | 5 | 9  | 47 | 44 | +3  |
|  | 5.   | Steagul Roșu Brașov | 28 | 26 | 12 | 4 | 10 | 50 | 50 | 0   |
|  | 6.   | Petrolul Ploiești   | 28 | 26 | 10 | 8 | 8  | 45 | 45 | 0   |
|  | 7.   | UTA Arad            | 27 | 26 | 12 | 3 | 11 | 46 | 42 | +4  |
|  | 8.   | Dinamo Bacău        | 25 | 26 | 11 | 3 | 12 | 39 | 36 | +3  |
|  | 9.   | Progresul București | 25 | 26 | 10 | 5 | 11 | 48 | 51 | -3  |
|  | 10.  | Știința Timișoara   | 25 | 26 | 9  | 7 | 10 | 45 | 49 | -4  |
|  | 11.  | Minerul Lupeni      | 22 | 26 | 10 | 2 | 14 | 30 | 50 | -20 |
|  | 12.  | CSMS Iași           | 20 | 26 | 7  | 6 | 13 | 43 | 49 | -6  |
|  | 13.  | Farul Constanța     | 20 | 26 | 8  | 4 | 14 | 37 | 58 | -21 |
|  | 14.  | Corvinul Hunedoara  | 16 | 26 | 5  | 6 | 15 | 28 | 51 | -23 |

Legenda:

      Campione di Romania e qualificato alla Coppa dei Campioni
      Rappresentante supplente nella Coppa delle Coppe
      Retrocessa in Divizia B
Note:

Due punti a vittoria, uno a pareggio, zero a sconfitta.

### Verdetti
- CCA București Campione di Romania 1960-61 e qualificato alla Coppa dei Campioni
- Progresul București inviata come supplente in Coppa delle Coppe
- CSMS Iași, Farul Constanța e Corvinul Hunedoara retrocessi in Divizia B.